# گاه‌شماری مغان
گاه‌شماری مغان  به گاه‌شماری‌ گفته می‌شود که گمان می‌رود در ایران باستان در قسمت‌های مرکزی و شمال غربی ایران رایج بوده‌است. این نوع گاه‌شماری را شاید بتوان سال و ماه مغان نیز نامید. مشخصهٔ این گاه‌شماری نوروز و مهرگان است که بعدها این دو با گاه‌شماری اوستایی نو آمیخته و ترکیب شده‌اند. گمان می‌رود که آغاز این گاه‌شماری از اول فروردین کنونی بوده‌است. بعضی از محققان نظر داده‌اند که اسامی ماه‌های تیر، آبان، و شاید آذر هم از این گاه‌شماری به گاه‌شماری اوستایی نو و در موقع ترکیب و اختلاط این دو گاه‌شماری وارد شده‌است. اسم اولین ماه این گاه‌شماری گمان می‌رود که مانند گاه‌شماری ارمنی، گاه‌شماری سغدی و گاه‌شماری خوارزمی که اشکال دیگر گاه‌شماری‌های ایرانی بوده‌اند، ماه نوسرد بوده‌است.